# Momik

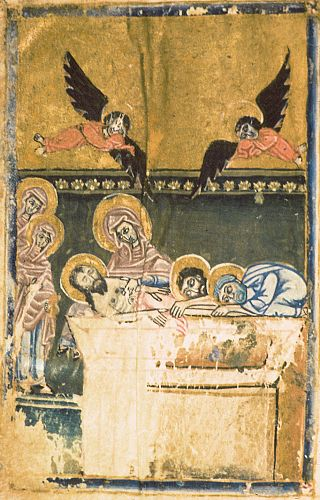
Momiks Darstellung der Grablegung Christi in der Areni-Kirche

Momik (armenisch Մոմիկ; auch  bekannt als Momik Wardpet, Մոմիկ Վարդպետ; † 1333 in Norawank) war im 14. Jahrhundert ein bedeutender armenischer Architekt, Bildhauer und Buchmaler, der Evangeliare gestaltete.
Als Architekt entwarf Momik die Muttergotteskirche in Areni (1321) und die Muttergotteskirche im Kloster Norawank, deren Fertigstellung er nicht mehr erlebte. 
Der Bildhauer Momik gestaltete den Skulpturenschmuck in Areni, vermutlich das untere Tympanon über Eingang an der Westfassade des Gawits von Norawank und mehrere Chatschkare, die häufig im Auftrag armenischer Fürstenfamilien angefertigt wurden.
Darüber hinaus erlangte er durch seine Handschriftenmalerei Bekanntheit. Lediglich vier seiner zahlreichen Werke sind bis heute überliefert.